# Wassili Luckhardt
Wassili Luckhardt (Berlino, 22 luglio 1889 – Berlino, 2 dicembre 1972) è stato un architetto tedesco.

## Biografia
Hans Luckhardt (Berlino 1890-Berlino 1954) e Wassili Luckhardt furono due fratelli architetti tedeschi di scuola razionalista, oggi considerati tra i massimi designer della prima metà del ‘900.
Dopo aver studiato tecnica all'università di Berlino (Technische Universität Berlin) e a Dresda vissero e lavorano per molti anni insieme. Alla morte di Hans, Wassily proseguì l'attività in maniera autonoma.
Hanno collaborato con Bruno Taut e fatto parte di più gruppi di ricerca Novembergruppe, Arbeitsrat für Kunst, Glass Chain e, dal 1926, del gruppo Der Ring celebrati come seguaci dell'espressionismo e del futurismo. 
Wassily ha operato come architetto e nell'industrial design, ideando mobili divenuti celebri, e ancora oggi in produzione., come urbanista, delineando il profilo di Alexanderplatz a Berlino. Ma è soprattutto come architetto che ha attraversato tutte le avanguardie moderniste, anticipando insieme a Ludwig Mies van der Rohe la visione della città contemporanea, realizzando progetti per grattacieli, edifici pubblici, visioni futuribili, come la celebre La Torre della Gioia, 1919.
Manifesto di questa visione Luckhardt House, a Berlino, la sua casa, divenuta monumento nazionale.